# Lorenzo Sanz
Lorenzo Sanz Mancebo (Madrid, 9 augustus 1943 – aldaar, 21 maart 2020)  was een Spaans ondernemer. Van 1995 tot 2000 was hij voorzitter van Real Madrid. Onder zijn bewind won Real Madrid in 1998 voor het eerst in 32 jaar de Champions League.

## Loopbaan
Sanz werd op 9 augustus 1943 geboren in Madrid als oudste van tien broers. Hij was tijdens zijn jeugd doelman bij verschillende kleine Madrileense clubs, waaronder CD Puerta Bonita. Sanz startte zijn zakencarrière met een behangbedrijf, alvorens fortuin te maken in de bouwsector.
In 1985 werd hij directeur bij Real Madrid onder voorzitter Ramón Mendoza. Toen Mendoza in 1995 moest aftreden als voorzitter na verschillende problemen, werd Sanz zijn opvolger zonder dat er verkiezingen werden uitgeschreven. Sanz erfde van zijn voorganger een club die er financieel niet al te rooskleurig voorstond. Met zijn eigen geld haalde hij spelers als Roberto Carlos, Clarence Seedorf, Davor Šuker en Predrag Mijatović naar het Estadio Santiago Bernabéu. Die aanpak loonde want in 1998 won Real Madrid voor het eerst sinds 1966 weer eens de Champions League. Naast de Champions League 1997/98 won Real Madrid onder Sanz' bewind ook de Champions League 1999/00, de Spaanse landstitel in 1997, de Supercopa de España 1997 en de Wereldbeker voetbal 1998. In zijn jacht naar succes moesten trainers het vaak ontgelden. Alleen Fabio Capello maakte een seizoen af als trainer; Jupp Heynckes, John Toshack en Guus Hiddink moesten allemaal binnen een jaar vertrekken. Oud-speler José Antonio Camacho vertrok in 1999 zelfs al na twintig dagen als coach, na grote onenigheid met Sanz. Als voorzitter had Sanz de gewoonte veelvuldig in de kleedkamer te verschijnen en inspraak te eisen in de opstelling. Ook betrok hij zijn familie bij de club: Lorenzo Sanz jr. werd aangesteld als general manager van de basketball-afdeling, terwijl zoon Fernando als verdediger toetrad tot het eerste elftal. Dit laatste leidde tot verbazing bij pers, publiek en technische staf, die eensluidend van mening waren dat de speler hopeloos tekortkwam.
In 2000 verloor Sanz de voorzittersverkiezingen van Florentino Pérez, die als verkiezingsbelofte had gesteld toenmalig Barcelona-ster Luís Figo te halen, terwijl Sanz had gealludeerd op de komst van toenmalig Mallorca-spits Diego Tristán. In 2005 probeerde hij Parma FC over te nemen, maar die deal mislukte. Een jaar later stelde hij zich kandidaat om opnieuw voorzitter van Real Madrid te worden, maar uiteindelijk werd Ramón Calderón de opvolger van Florentino Pérez. Datzelfde jaar kocht hij zich voor 97% in bij de toenmalige Spaanse tweedeklasser Málaga CF, waarmee hij twee jaar later naar de Primera División promoveerde. Sanz verkocht de club in 2010 aan sjeik Abdullah bin Nasser Al Thani.
Sanz overleed op 21 maart 2020 op 76-jarige leeftijd aan de gevolgen van COVID-19.

## Familie
Sanz en zijn vrouw María Luz Durán Muñoz hadden vijf kinderen. Twee van zijn zonen, Paco en Fernando, bouwden een carrière als voetballer uit. Zijn dochter Malula trouwde in 2000 met toenmalig Real Madrid-speler Michel Salgado.